# Angel (svensk musikgrupp)
Angel var en svensk musikgrupp från Degerfors som slog igenom 1991 med svenska listframgången "Sommaren i city".

## Medlemmar
- Linda Jansson (numera Dahl) - sång, klaviatur
- Jessica Larsson (numera Wagnsson) - bas
- Maria Zaring (numera Skaug) - gitarr
- Linda Gustavsson - trummor

Gruppen gav 1992 ut albumet Äventyr i natten och medverkade i Melodifestivalen 1992 med låten Venus Butterfly. Från början hade man en annan sångerska, Anna Åkesson. Linda Dahl, som då hette Jansson och som sedan blev sångerska, spelade klaviatur. Jansson var en av tre låtskrivarna till låten "När vindarna viskar mitt namn" som vann Melodifestivalen 2000 med Roger Pontare som tävlande.

## Senare uppträdanden
Den 2 augusti 2007 gjorde gruppen ett framträdande på schlagerkvällen i Stockholm Pride då man framförde "Sommaren i city" och "Venus Butterfly". Ett framträdande gjordes även i Sommarkrysset i TV4 den 25 augusti 2007.
Angel medverkade 5 feb 2024 på Qx-galan på Cirkus i Stockholm.

## Diskografi

### Album
- Äventyr i natten - 1992